# Chen Ning Yang
Chen Ning Yang (楊振寧S, Yáng ZhènníngP; Hefei, 1º ottobre 1922) è un fisico cinese naturalizzato statunitense (col nome di Chen Ning Franklin Yang), premio Nobel per la fisica nel 1957.

## Biografia
Appena laureato, nel 1948 fu per un anno uno degli assistenti di Enrico Fermi.
Nel 1954, insieme a Robert Mills, elaborò la teoria quantistica che è alla base del Modello standard.
Nel 1957, insieme a Tsung-Dao Lee, ottenne il premio Nobel per la fisica per il lavoro sulla violazione della legge di parità nell'interazione debole, verificata nell'esperimento della connazionale Wu Jianxiong. Lee e Yang furono i primi cinesi a vincere un premio Nobel.
Fece studi anche di meccanica statistica e fisica della materia condensata, per i quali fu insignito del premio Lars Onsager nel 1999.

## Riconoscimenti
Gli è stato dedicato un asteroide, il 3421 Yangchenning .